# Moster (isla)
Moster es una isla del municipio de Bømlo en la provincia de Hordaland, Noruega. Está al sur de la isla de Bømlo, rodeado por el Bømlafjorden.  El canal de Røyksund es una pequeña vía navegable que separa Moster de Bømlo. Un puente de la ruta estatal 542 que cruza el canal y conectando la isla con el resto del municipio y a la vez con el Trekantsambandet.
La localidad más importante es Mosterhamn. La milenaria iglesia vieja de Moster tiene su sede en Mosterhamn, al igual que la nueva iglesia de Moster Church. El Mostrating fue un thing que tuvo lugar en Moster el año 1024 convocado por Olaf II. Este hecho es considerado como el punto de inicio de la cristiandad en Noruega.